# Martin Lerche

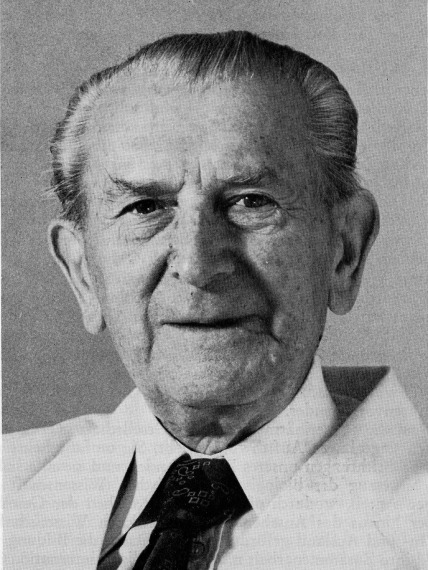
Martin Lerche

Martin Lerche (* 19. Mai 1892 in Mücheln; † 25. Oktober 1980 in Berlin) war ein deutscher Lebensmittelhygieniker und Veterinärmediziner. Lerche legte die Grundlagen zur Schaffung einer wissenschaftlich betriebenen Lebensmittelhygiene in Deutschland und gilt als entscheidender Wegbereiter zur Entwicklung der DLG-Fleischwarenprüfungen.

## Leben
Martin Lerche war eines von vier Kindern von Maurermeister Friedrich Ludwig Lerche und dessen Ehefrau Ottilie Lerche geb. Elbert. Martin Lerche studierte Veterinärmedizin in Berlin und Hannover und promovierte 1920 an der Tierärztlichen Hochschule in Hannover. Anschließend war er an den bakteriologischen Instituten in Halle (Saale) und Breslau aktiv. In Breslau habilitierte Lerche 1930 zum Thema „Abortus Bang-Bakterien in Milch und Milchprodukten“. 1933 wurde er von der Tierärztlichen Hochschule Berlin auf das Ordinariat für Nahrungsmittelkunde und Fleischbeschau berufen. 1951 war er führend beim Neuaufbau seines Instituts an der veterinärmedizinischen Fakultät der Freien Universität Berlin beteiligt und Gründungsmitglied der Deutschen Veterinärmedizinischen Gesellschaft.
Während seiner Studienzeit war Lerche 1912 Mitglied der Berliner Burschenschaft Obotitria geworden, die ursprünglich an der Militär-Veterinär-Akademie im Kaiserreich beheimatet war und viele Veterinärmediziner und Hygieniker in ihren Reihen hatte. Von 1960 bis 1964 war er Vorsitzender des Altherrenverbandes der Obotritia. 1961 wurde er auch Mitglied der Berliner Burschenschaft Primislavia.
Im Mittelpunkt von Lerches wissenschaftlichem Werk standen die ansteckenden bakteriellen und parasitären Erkrankungen der Schlachttiere, des Geflügels und der Wildtiere. Weitere Themen seiner Arbeit waren Hygiene der Fleischgewinnung und -verarbeitung, Konservierungsverfahren, Zusatzstoffe und grundlegende Untersuchungen zur Kenntnis der menschlichen Intestinalflora. Lerche brachte in seiner aktiven Zeit als Professor der Freien Universität mehrere Standardwerke wie das Lehrbuch der tierärztlichen Lebensmittelüberwachung oder das Lehrbuch der tierärztlichen Milchüberwachung sowie eine Kommentierung des Fleischbeschaugesetzes heraus.
Aus Martin Lerches Ehe mit Margarete Lerche geb. Berenz gingen zwei Kinder hervor. Sein Sohn Dietrich Lerche war später ebenfalls Professor an der Freien Universität Berlin, jedoch im Bereich Humanmedizin.

## Gedenken

### Martin-Lerche-Medaille
Als Würdigung der Arbeit Lerches stiftete die Deutsche Landwirtschafts-Gesellschaft (DLG) 1967 eine nach ihm benannte Auszeichnung und zeichnete ihn als ersten mit der Medaille aus. Sie gilt als die höchste Auszeichnung der DLG im Bereich Fleischwirtschaft. Die Medaille kann nur an maximal zehn lebende Persönlichkeiten aus der Fleischwirtschaft vergeben werden. Bisherige Träger sind:
- Martin Lerche (Verleihung 1967)
- Fritz Mensing (Verleihung 1968)
- Friedrich Klaare (Verleihung 1971)
- Helmut Bartels (Verleihung 1975)
- Max Rinkenburger (Verleihung 1984)
- Ludwig Kotter (Verleihung 1986)
- Hans-Jürgen Sinell (Verleihung 1989)
- Dieter Großklaus (Verleihung 1990)
- Goetz Hildebrandt (Verleihung 2007)
- Andreas Stolle (Verleihung 2008)
- Achim Stiebing (Verleihung 2016)

### Martin-Lerche-Forschungspreis
Mit dem von der Deutschen Veterinärmedizinischen Gesellschaft (DVG) ausgelobten Martin-Lerche-Forschungspreis (ab 2016 „Martin-Lerche-Wissenschaftspreis“) werden Personen für ihre wissenschaftliche Arbeit ausgezeichnet, die spezifische Bereiche der Veterinärmedizin nachhaltig geprägt haben. Träger sind:
- 1983: Rudolf Rott
- 1985: Heinrich Karg
- 1987: Matthaeus Stöber
- 1989: Leo Clemens Schulz
- 1991: Dieter Großklaus
- 1993: Holger Martens und Herbert Gürtler
- 1995: Gottfried Brem
- 1997: ?
- 1999: Wolfgang Löscher
- 2001: Rolf Kemler
- 2003: ?
- 2005: ?
- 2007: Thomas C. Mettenleiter
- 2010: Bernd Hoffmann
- 2012: Karsten Fehlhaber und Heiner Niemann
- 2014: Anne-Rose Günzel-Ape
- 2016: Gerhard Breves
- 2018: Stefan Schwarz
- 2019: Reinhold Rudolf Hofmann
- 2022: Hartwig Bostedt

## Veröffentlichungen
- Die Kokzidiose der Schafe, Hannover 1920.
- Die Geflügelkrankheiten, Landbau-Verlag, Berlin 1949.
- Lehrbuch der tierärztlichen Lebensmittelüberwachung, G. Fischer, Jena/Hannover 1957.
- Das Fleischbeschaugesetz in vier Teilen bearbeitet von Martin Lerche (u. a.), Parey, Berlin 1960.
- Über die Kennzeichnungspflicht verpackter Lebensmittel, Bundesausschuss f. Volkswirtschaftliche Aufklärung e.V., Köln 1966.
- Lehrbuch der tierärztlichen Milchüberwachung, Parey, Berlin 1966.
- Die deutschen Wursterzeugnisse, DLG-Verlag, Frankfurt/Main 1972.